# Fiddekulla
Fiddekulla is een plaats in de gemeente Emmaboda in het landschap Småland en de provincie Kalmar län in Zweden. De plaats heeft 55 inwoners (2005) en een oppervlakte van 14 hectare. Fiddekulla wordt omringd door zowel landbouwgrond als bos en ligt aan een doorgaande landweg. De bebouwing in de plaats bestaat vrijwel geheel uit vrijstaande huizen. De plaats Emmaboda ligt tussen de tien en vijftien kilometer ten noorden van het dorp.